# Charles McPherson
Charles McPherson, (Joplin, 1939. július 24. –) amerikai altszaxofonos, tenorszaxofonos, fuvolás.

## Pályafutása
McPherson Detroitban nőtt fel. Az iskolában kürtön kezdett játszani − mivel más hangszer nem állt rendelkezésre. A Larry Teal School of Musicon tanult. 13 évesen altszaxofonra váltott. Nem sokkal később órákat kapott Barry Harristól, akinek aztán a zenekarában is játszott. McPherson 1959-ben New Yorkba költözött, ahol megismerkedett a trombitás Lonnie Hillyerrel. Vele 1960-ban csatlakozott Charles Mingus zenekarához. Némi megszakításokkal 1972-ig játszott Mingusnál. Turnézott vele fél Európán keresztül, játszott a berlini Jazz Days-en, és részt vett különböző albumok felvételén (többek között a Blue Bird és a Charles Mingus és barátai koncerten, továbbá a Carnegie Hallban, 1974-ben).
Aztán játszott az Art Farmerrel, Robert Jonesszal és Lionel Hamptonnal.
1964-ben felvette első saját lemezét. 1967-ben elnyerte a Down Beat figyelmét azon szaxofonosok kötött, akik további figyelmet érdemelnek. Más lemezfelvételek után a Newport Jazz Festivalon játszott. Mingus-szal a Carnegie Hallban a big bandben játszott 1978-ban. A következő néhány évben Dexter Gordonnal, Howard McGhee-vel, Nat Adderley-vel, Charlie Shoemake-kel ésToshiko Akiyoshival is fellépett. 2012-ben egy kvintettet vezetett Tom Harrellel. 2020-ban kvartettjével kiadta a Live at San Sebastián Jazz Festival című albumát.
1978 óta a San Diego-i Egyetemen tanított, közben továbbra is fellépett. Fia, Chuck McPherson dobos a kvartettjének tagja lett. Clint Eastwood Bird című játékfilmjében Charlie Parker együttesét és a szólóit játszotta el, (mert nem Parker eredeti felvételeit használták fel).
2002-ben a Lincoln Center Jazz Orchestra szólistájaként szerepelt a „Scenes in the City – The Music of Charles Mingus” című produkcióban.

## Albumok
- Bebop Revisited! (1965)
- Con Alma! (1965)
- The Quintet/Live! (1967)
- From This Moment On! (1968)
- Horizons (1969)
- McPherson's Mood (1969)
- Charles McPherson (1971)
- Siku Ya Bibi (1972)
- Today's Man (1973)
- Beautiful! (1975)
- Live in Tokyo (1976)
- New Horizons (1978)
- Free Bop! (1979)
- The Prophet (1983)
- Follow the Bouncing Ball (1989)
- Illusions in Blue (1990)
- First Flight Out (1994)
- Come Play With Me (1995)
- Live at Vartan Jazz (1997)
- Manhattan Nocturne (1998)
- But Beautiful (2004)
- Charles McPherson with Strings (2005)
- The Journey (2015)
- Jazz Dance Suites (2020)

## Fordítás
Ez a szócikk részben vagy egészben  a   Charles McPherson című német Wikipédia-szócikk ezen változatának fordításán alapul.  Az eredeti cikk szerkesztőit annak laptörténete sorolja fel. Ez a jelzés csupán a megfogalmazás eredetét és a szerzői jogokat jelzi, nem szolgál a cikkben szereplő információk forrásmegjelöléseként.